# QV66
La tombe de la reine Néfertari, Grande épouse royale de Ramsès II (XIXe dynastie), fut découverte en 1904 dans la vallée des Reines, dans la nécropole thébaine sur la rive ouest du Nil face à Louxor en Égypte, par la Mission archéologique italienne dirigée par Ernesto Schiaparelli, alors directeur du musée égyptologique de Turin.
La tombe, identifiée QV 66, aménagée pour la reine Néfertari, est sans aucun doute le plus bel exemple du courant stylistique de cette période. À l'époque, Schiaparelli écrit :
« La grandeur des figures, la vivacité des couleurs, la magnificence et l'assurance du style qui rappelle ce que l'art égyptien a produit de plus beau pendant la première période de la XIXe dynastie, font de cette tombe l'un des monuments les plus célèbres de la nécropole de Thèbes, en mesure de rivaliser, non pas tant par la taille que par l'harmonie de ses différentes parties et son art exquis, avec les plus belles tombes de la vallée des Rois. »
Dans la tombe de Néfertari, on trouve des scènes qui illustrent certains chapitres du Livre des morts, parfois accompagnées d'un texte bref. Dans l'antichambre, sur les murs ouest et nord, on peut voir des illustrations et le texte du chapitre 17, celui qui a trait à la régénération du défunt à l'aube. Le mur sud de la première annexe latérale (repère Salle IV sur le plan ci-dessous) est orné d'une grande scène partagée sur plusieurs registres, illustrant le chapitre 148.

## Conservation et restauration
Le sel de roche, constitué principalement de chlorure de sodium, est le principal responsable des dommages subis par la tombe. Différentes campagnes furent menées entre 1934 et 1977 par le Service des Antiquités égyptiennes pour enrayer la dégradation de la tombe, sans résultats appréciables.
En 1987, une équipe internationale étudia les différents problèmes, localisant les zones abimées, analysant les pigments, crépis, sels et couleurs. Les restaurations commencèrent en 1988 et prirent fin en 1992.
En 1995, la tombe fut ouverte au public mais pour un nombre limité de visiteurs quotidiens. À ce jour, elle est de nouveau fermée.
Elle est désormais accessible uniquement moyennant le paiement d'un droit d'accès dont l'intégralité doit être versée à une caisse du Conseil suprême des Antiquités égyptiennes, spécialement destinée à la restauration et à la conservation des monuments.

## Photos

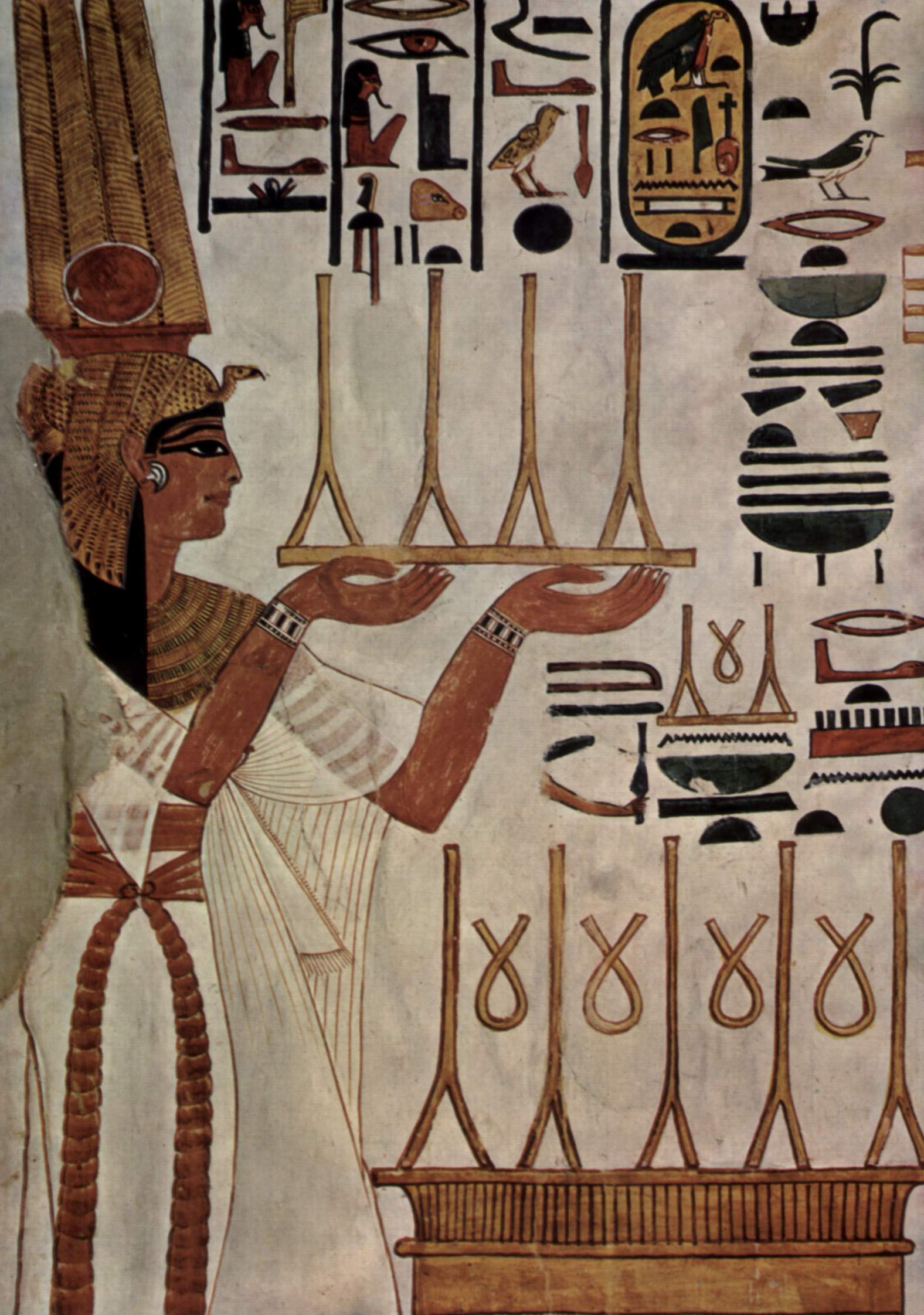
Néfertari faisant l'offrande de tissus de lin aux dieux
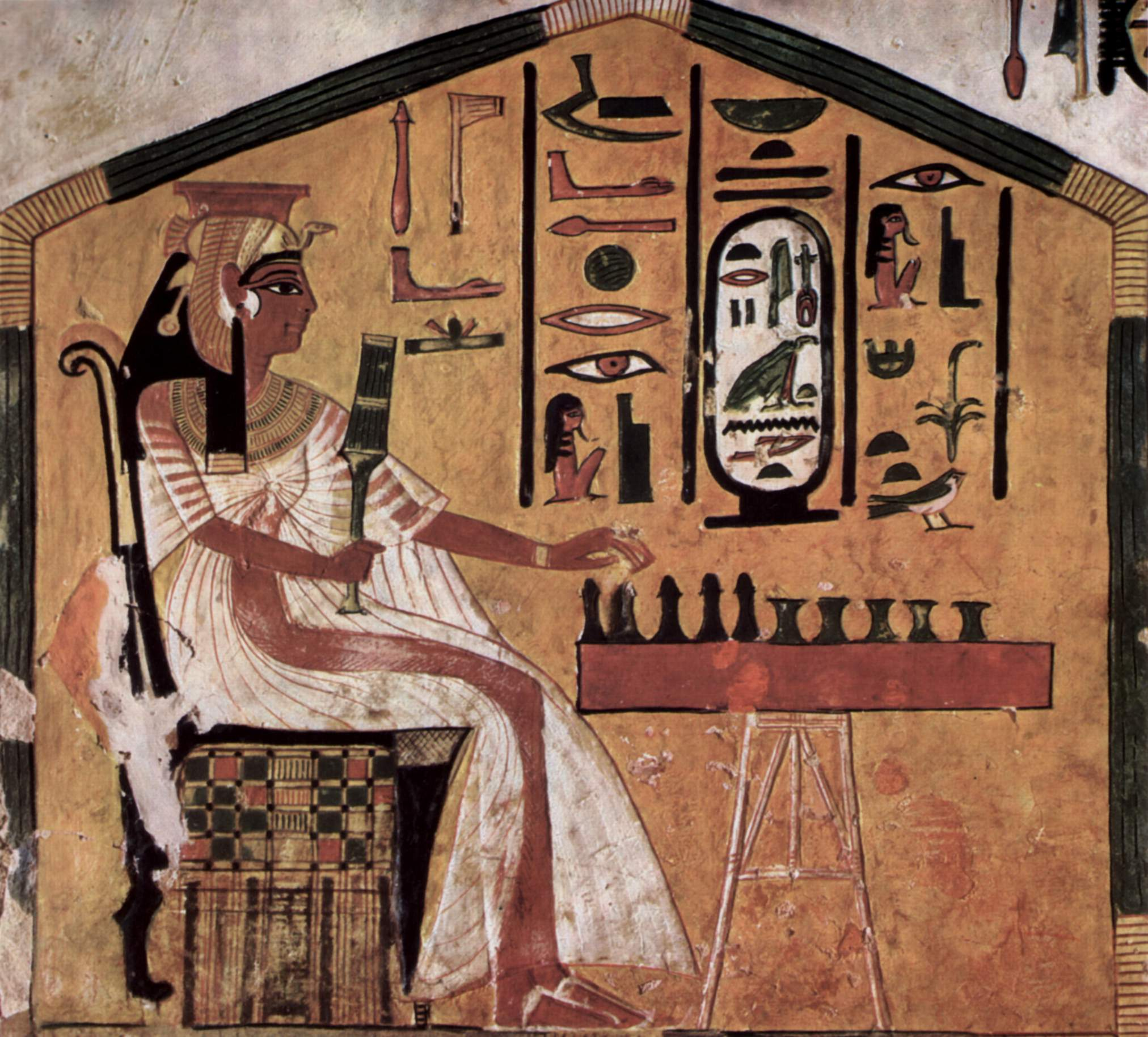
La reine défunte commençant une partie de senet dans l'autre monde
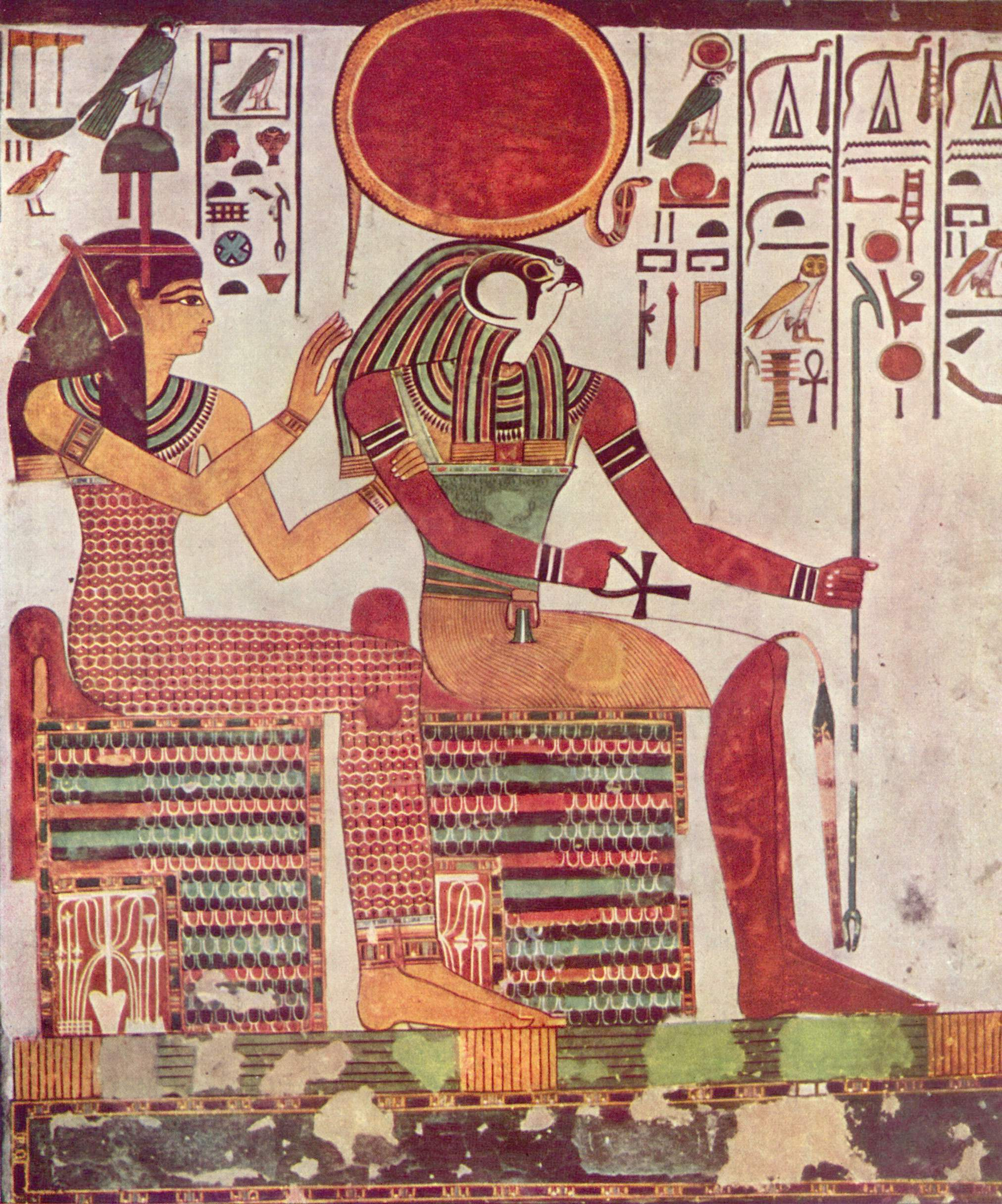
Le dieu Rê et la déesse de l'occident reçoivent les offrandes de Néfertari
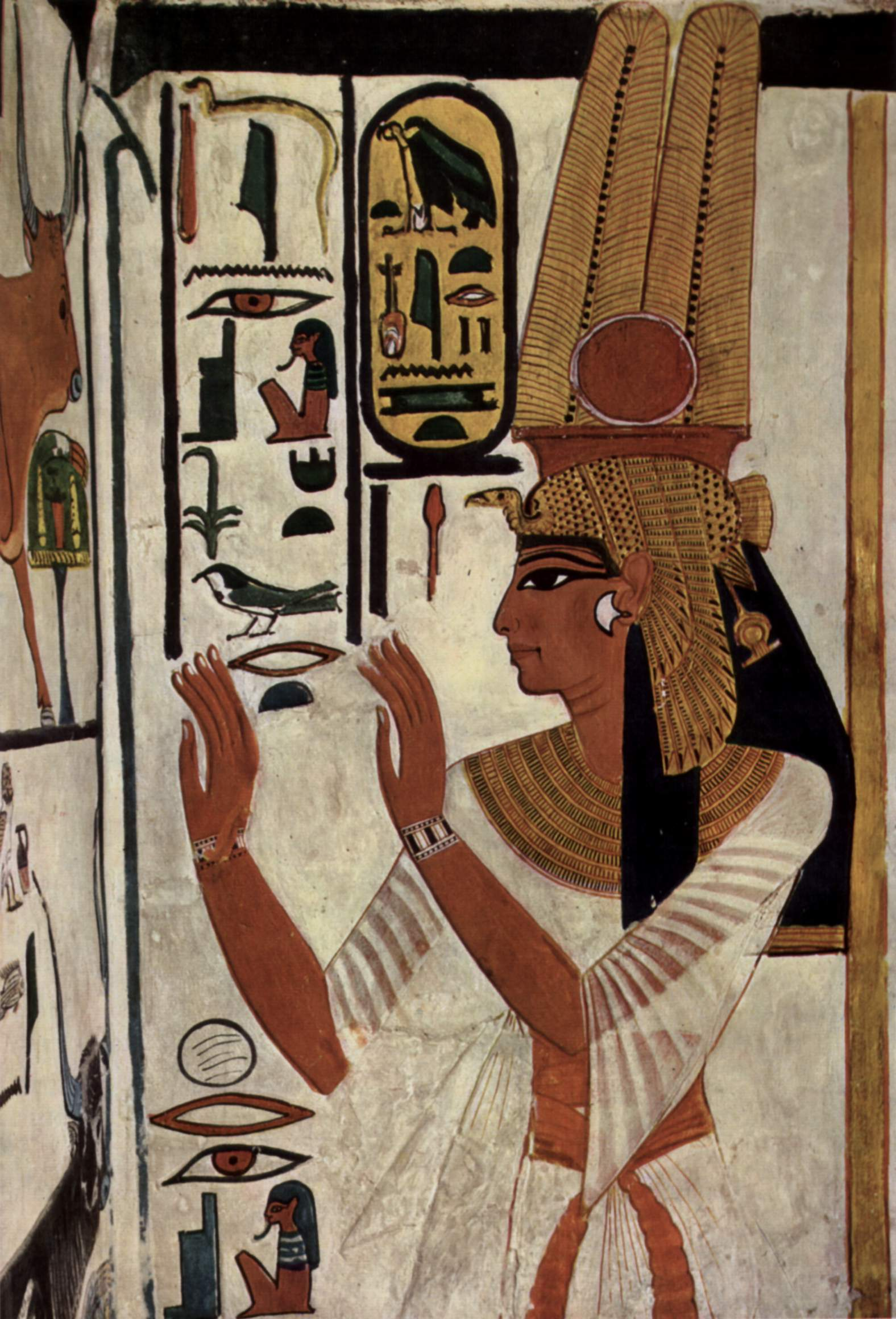
Néfertari rendant hommage aux dieux
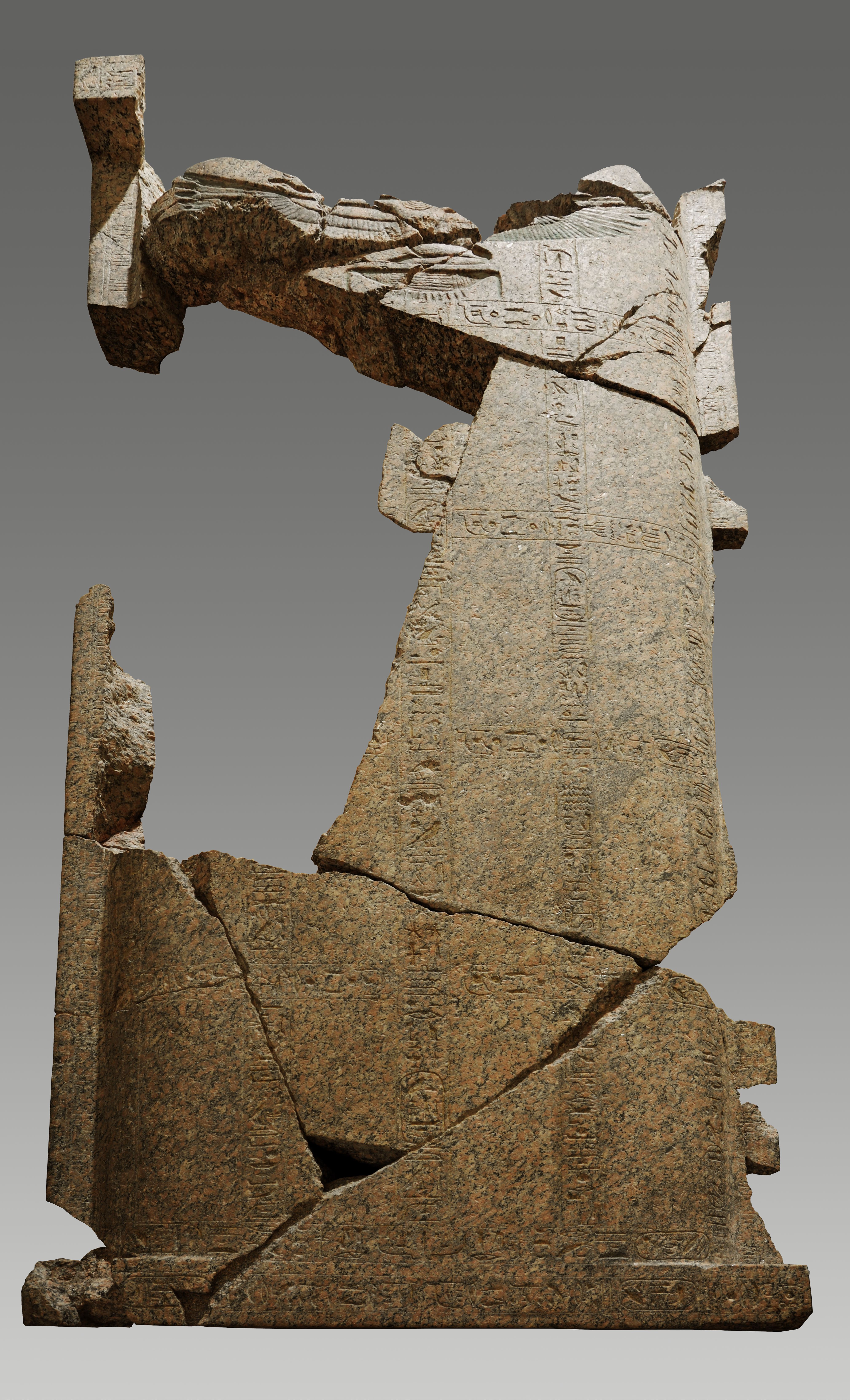
Couvercle fragmentaire du sarcophage de la reine Néfertari ; granit ; Museo Egizio, Turin.